# Thanksgiving Point
Der Thanksgiving Point ist ein markanter Nunatak in der antarktischen Ross Dependency. Er ragt auf der Westseite des Shackleton-Gletschers unmittelbar nördlich der Einmündung des Mincey-Gletschers im Königin-Maud-Gebirge auf.
Benannt wurde er von der Mannschaft der Texas Tech University, die zwischen 1962 und 1963 den Shackleton-Gletscher erkundete. Seinen Namen verdankt der Nunatak dem Umstand, dass die Mannschaft ihn am 22. November 1962, dem Thanksgiving Day, erreichte.